# Isonniemensaari
Isonniemensaari är en ö i Finland. Den ligger i sjön Ruovesi och i kommunen Ruovesi i den ekonomiska regionen  Övre Birkalands ekonomiska region  och landskapet Birkaland, i den södra delen av landet, 200 km norr om huvudstaden Helsingfors. Öns area är 0,8 hektar och dess största längd är 120 meter i öst-västlig riktning.